# Ancient Druid Order - British Circle of Universal Bond

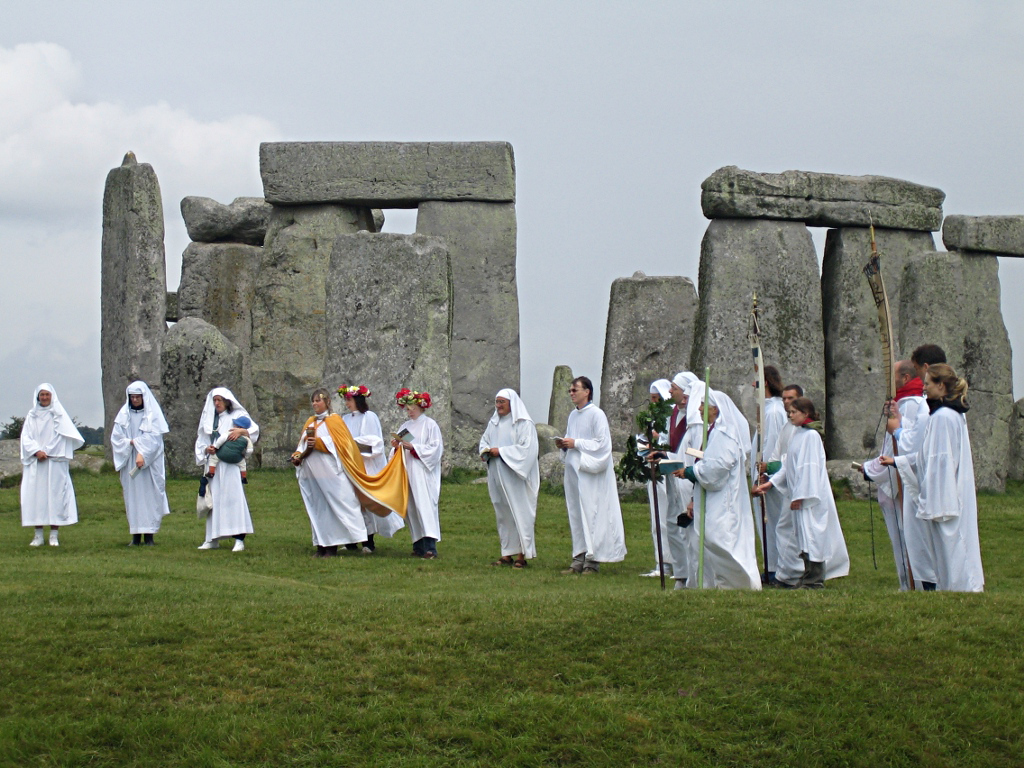
Druider vid Stonehenge

Det finns ett stort antal druidordnar som inte skall förväxlas med varandra. Den organisation som numera är känd under namnet Ancient Druid Order - British Circle of Universal Bond (men ibland under kortformen The Druid Order) har tidigare burit andra namn (bl.a. An Druidh Uileach Braithreachas), men växte fram under åren 1909-1912 under ledning av George Watson MacGregor Reid (1862?-1946).
Ordenssällskapet är inspirerat av forntidens druider och det man trodde sig veta om dem på 1700- och 1800-talet. Sedan 1910-talets början firar sällskapet sommarsolståndet i Stonhenge. Numera firas vårdagjämningen vid Tower Hill, London, och höstdagjämningen vid Primrose Hill, London.
Familjen MacGregor Reid betraktade ett antal brittiska kulturpersonligheter som föregångare till den egna druidorden, och de förekommer därför i en legendarisk försköning av den egna organisationens historia som tidigare "hövdingar" över orden under åren 1717-1909. Historikern Ronald Hutton har kunnat visa att organisationen inte existerade före 1909, och att hövdingtiteln på sin höjd är en postum hederstitel.